# Bhai (film)
Bhai est un film indien de Bollywood réalisé par Deepak Shivdasani sorti le 31 octobre 1997.
Le film met en vedette Sunil Shetty, Sonali Bendre et Pooja Batra.

## Distribution
- Sunil Shetty : Kundan
- Sonali Bendre : Meenu
- Pooja Batra : Pooja
- Om Puri : Satyaprakash
- Kader Khan : Lalit Kapoor
- Kunal Khemu : Krishna
- Ashish Vidyarthi : David
- Lalita Pawar : Mme Satyaprakash
- Ishrat Ali : Mantri
- Rajendra Gupta : Malik
- Mohan Joshi : Ganesh
- Deepak Shirke : Khare

## Box-office
- Box-office en Inde :  8.40 crore
- Budget :  4.75 crore[1]
- Hit